# Tavolara
Tavolara is een eilandje voor de kust van het Italiaanse eiland Sardinië bij het stadje Olbia. Het is lang en smal met steile kalkstenen kliffen, behalve aan de uiteindes. De rots is 565 meter hoog en daardoor is het eiland vanuit het hele noordoosten van Sardinië te zien. Er ligt een vrijwel verlaten dorpje met wat huizen, een begraafplaatsje, een restaurant en een NAVO-basis. Vanwege deze basis is het eiland grotendeels niet toegankelijk voor het publiek. Het eiland hoort bij de gemeente Loiri Porto San Paolo in de provincie Olbia-Tempio.

## Geschiedenis
Bij een bezoek in 1836 van koning Karel Albert van Sardinië stelde Giuseppe Bertoleoni, schaapherder en enig bewoner van het eiland, zichzelf voor als koning van Tavolara. "Dan zijn we collega's", zou Karel Albert gezegd hebben, en dat werd gezien als een soort erkenning en gaf aanleiding tot het ontstaan van een denkbeeldige staat (micronatie).

## Andere
Tavolara is ook de naam van een Sardijns beeldhouwer, Eugenio Tavolara.